# Phaonia longicornis
Phaonia longicornis este o specie de muște din genul Phaonia, familia Muscidae, descrisă de Stein în anul 1916. Conform Catalogue of Life specia Phaonia longicornis nu are subspecii cunoscute.